# Valle del Alto Utcubamba

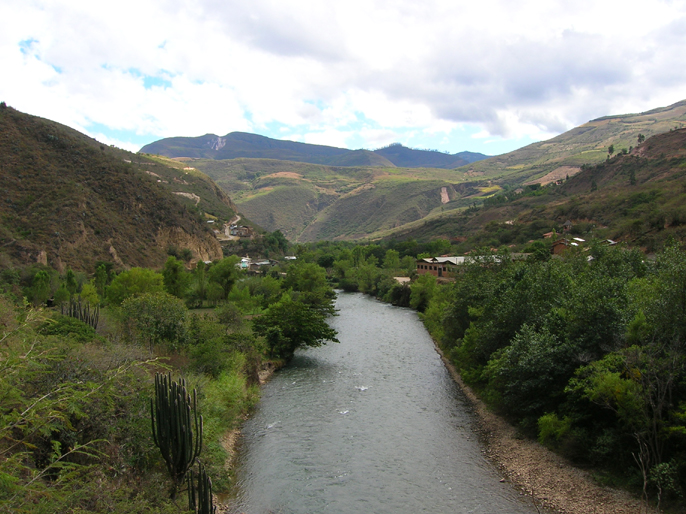

El Valle del Alto Utcubamba está ubicado en las provincia de Luya y Chachapoyas, departamento de Amazonas, Perú. En el recorre el río Utcubamba de sur a norte.

Alberga numerosos monumentos arqueológicos de la cultura Chachapoyas y pueblos indígenas.
- Yalape
- Karajía
- Laguna de Los Cóndores
- Makro
- Tella
- Kuélap
- Revash
- Olán
- La Congona
- Ollape[4][5][6][7]